# Полежака Артем Якович
Артем Якович Полежака (нар. 24 вересня 1975, Харків) — український поет. Автор поетичних збірок «Стіхи о жизні» (2016) та «Навісні пісні» (2018), «Люди у пошуках щастя» (2020), «Нормальна поезія» (2024). Твори пише українською й російською мовами.

## Біографія
Народився 24 вересня 1975 року в Харкові, де провів своє дитинство. 2000 року закінчив Харківський інститут інженерів комунального будівництва за спеціальністю «архітектор». Під час студентських років активно виступав у «КВК».
Автор текстів пісень таких виконавців, як , Орест Лютий та гуртів «Kozak System», Танок на майдані Конґо, TaRuta, «Телері», «Бумбокс».
У квітні 2022 року Артем вступив піхотинцем до лав Національної гвардії. Отримав спеціальність кулеметника. Разом із побратимами брав участь у Харківському контрнаступі, звільненні Балаклії та Куп'янська.
В 2023-му році отримав відзнаку «Кевларовий ліфон», обраний найсексуальнішим українським митцем, який служить в війську.

## Літературна та громадська діяльність
Наприкінці 2000-х років Артем починає часто виступати з особистими віршами і стає відомим, як переможець численних поетичних слемів (в Києві, Хмельницькому, Миколаєві, Харкові й інших містах). Є активним учасником різноманітних акцій громадянської непокори, зокрема проти законопроєкту «Про мови в Україні» 2010 року.
Багато виступав перед різноманітною аудиторією: від школярів до мешканців геріатричного пансіонату та ув'язнених.
2011 року з гуртом «Барабас» записав та випустив диск «Весна, Любов, Полежака». Полежака і гурт «Барабас» здійснили всеукраїнський тур (Київ, Житомир, Львів, Донецьк, Дніпро, Харків), після чого проєкт «Полежака+Барабас» саморозпустився.
З початком російської агресії на сході України регулярно брав участь в різноманітних артдесантах, виступаючи перед військовими. З 2014 року Артем регулярно їдить у зону АТО виступати перед українськими воїнами.
У 2009 році побачила світ книжка-розмальовка «Мої нездійснені мрі»,, а 2016 року світ побачила його перша повноцінна поетична збірка «Стіхи о жизні» видавництва «Люта справа».
1 березня 2018 року у світ вийшла друга поетична збірка Артема «Навісні пісні» (видавництво Люта справа), презентація якої відбулася в Києві, Хмельницькому та на Громадському радіо
У 2020 році виходить третя поетична збірка «Люди у пошуках щастя» (видавництво Люта справа) з малюнками автора. Передмову написали Юрій Андрухович та Євген Дикий
Після початку широкомасштабного вторгнення Росії в Україну в лютому 2022 року волонтерив, разом з Сергієм Жаданом, Олегом Кадановим, Яною Заварзіною, Іваном Сєніним, гуртом «Папа Карло» зробили кілька онлайн-концертів, щоб зібрати гроші для харківської та київської тероборони..
Брав участь у боях на Бахмутському напрямку, зокрема у Кліщіївці. В лютому 2023 потрапив під ворожий обстріл на фронті під Кремінною та отримав контузію.. Продовжив службу стрільцем у 3-му батальйоні 5-ї Слобожанської бригади НГУ.

## Нагороди
- Лауреат Міжнародної літературної премії ім. Олеся Ульяненка за порно-поему «Jenna» (2013).[20]

- Переможець конкурсу «Стоп цензурі!» в номінації «Вірш»[21]

### Власні книжки
- «Мої нездійснені мрії» книжечка-розмальовочка (Гелікоптер, 2010 — м. Київ) Передмова: Сашко Недоній, Сергій Жадан
- «Стіхи о жизні» поетична збірка (Люта справа, 2016 — м. Київ) Передмова: Юрко Позаяк, Лесь Подерев'янський.
- «Навісні пісні» поетична збірка (Люта справа, 2018 — м. Київ) Передмова: Іван Семесюк, Ірена Карпа
- «Люди у пошуках щастя» поетична збірка (Люта справа, 2020 — м. Київ) Передмова: Юрій Андрухович, Євген Дикий

### Переклади
- «73 чудернацькі трапунки з життя архітектора Щедрикова» Ганна Бондар збірка фейлетонів (CANactions, 2020 — м. Київ)

### Антології та збірки
- «Антология фестиваля Синани-фест» (Ялта, 2007)
- «Харківська барикада № 2: Антологія сучасної літератури» (Факт, 2008 — м. Київ)
- «Аморалка»: збірка прози й поезії різних авторів  (Фоліо, 2010. — 315 с. — м. Харків)[22]
- «Березневі коти: Антологія ЕротАртФесту» (Ліра, 2010 — Ужгород)
- «Вечір іронічної поезії V.I.P.»: поетична збірка різних авторів  (Зелений Пес, 2011. — 88 с. — м. Київ)
- «Майдан. Революція духу»: Антологія (Наш Формат, 2014 — м. Київ)
- «Мистецький барбакан. „Трикутник 92“ Антологія» (Люта Справа, 2015 — м. Київ)
- «Листи з України»: поетична антологія (Крок, 2016 — м. Тернопіль)
- «Шатры Иакова», Український центр вивчення історії голокосту (АРТ КНИГА, 2017 — м. Київ)

## Дискографія
- «Весна, Любов, Полежака» (2011) спільно з гуртом «Барабас»[23]

## Громадська позиція
У червні 2018 записав відеозвернення на підтримку ув'язненого у Росії українського режисера Олега Сенцова
23 серпня 2021 взяв участь у фестивалі «Ти у мене єдина» в Сєвєродонецьку, підтримавши своїм виступом встановлення рекорду з наймасовішого виконання пісні Володимира Івасюка «Червона рута», коли цю пісню на центральній площі міста одночасно заспівали понад 5200 виконавців.